# Frida Boccara
Frida Boccara (Casablanca, Marokkó, 1940. október 29. – Párizs, 1996. augusztus 1.) olasz származású francia énekesnő.

## Pályafutása
Boccara gyermekkorától fogva kapcsolatban állt a zenével, egyik bátyja, és nővére Lina is tehetséges zongoristák voltak. Mindhárman Párizsba költöztek, ahol zenei tanulmányokat végeztek.
Az 1960-as években több zenei fesztiválon is részt vett, így a Rose d'or d'Antibes-on és a Sanremói Dalfesztiválon.
Un jour, un enfant című dalával versenyzett az 1969-es Eurovíziós Dalfesztiválon és egy négyes holtverseny tagjaként az első helyen végzett. A másik három győztes a holland Lenny Kuhr, a spanyol Salomé és a brit Lulu volt.
1980-ban és 1981-ben ismét elindult a dalfesztivál francia nemzeti döntőjén, de nem sikerült győznie.
1996-ban tüdőbetegségben hunyt el. Halála után több válogatáslemezt is kiadtak, melyeken legnagyobb slágereit gyűjtötték össze.

## Diszkográfia
- 1961: On n'a pas tous les jours 20 ans/Berceuse tendre/Les nuits/Les yeux de maman
- 1961: Cherbourg avait raison/Comme un feu/Un jeu dangereux/Tiens, c'est Paris
- 1961: La Seine à Paris/Les amours du samedi/Les Bohémiens/Jenny
- 1962: Chanson tendre/Bohème/À l'amitié/L'orgue des amoureux/Le doux caboulot
- 1962: Les 3 mots/Aujourd'hui je fais la fête/Je veux chanter/Je ne peux plus attendre
- 1962: Un premier amour/Bruxelles/L'homme de lumière/Les pas
- 1963: Java des beaux dimanches/Les Javas/Rose de sang/Quien sabe (Qui peut savoir)
- 1963: Moi je n'avais pas compris/J'ai peur de trop t'aimer/On les a attendus/Rien a changé
- 1964: Souviens-toi des Noëls de là-bas/Donna/Johnny Guitar/Ballade pour notre amour
- 1965: Tous les enfants/Aujourd'hui/Plus jamais/Un jour
- 1966: Le ciel du port/Les portes de l'amour/Ballade pour un poète/D'abord je n'ai vu
- 1966: Verte campagne/Quand la valse est là/Le grand amour/Depuis ce temps-là
- 1967: Autrefois/Chaud dans mon cœur/Le souffle de ma vie/Je suis perdue
- 1968: Frida Boccara (válogatáslemez, 1961-1967)
- 1969: Un jour, un enfant
- 1969: Les vertes collines
- 1970: Au pays de l’arbre blanc
- 1971: Pour vivre ensemble
- 1971: Place des Arts ‘71
- 1971: So ist das Leben/Er wird Dir dankbar sein/Schöne von Luxemburg/Jesus bleibet meine Freunde/Wiegenlied
- 1972: Rossini et Beaumarchais
- 1972: Greatest Hits
- 1975: Oriundi
- 1976: Valdemosa - Oublier
- 1977: An Evening With Frida Boccara
- 1978: L’année où Piccoli…
- 1979: Un monde en sarabande
- 1980: Un enfant de France/Écrit dans la pierre
- 1981: Voilà comment je t'aime
- 1983: Dis-leur/Aime-moi
- 1984: Cent mille chansons "Série grandes vedettes"
- 1988: Témoin de mon amour
- 1989: Expression
- 1993: Master Série
- 1994: Un jour, un enfant (válogatáslemez)
- 1999: Un jour on vit
- 1999: Ses premiers succès (válogatáslemez)
- 2003: Canta en espanol (válogatáslemez)
- 2006: Un sourire au-delà du ciel
- 2007: La Grande Frida Boccara, l'ultime compilation (válogatáslemez)
- 2008: Un enfant de France

## Külső hivatkozások
- Frida Boccara az Internet Movie Database oldalain